# Viacheslav Krasílnikov
Viacheslav Borísovich Krasílnikov –en ruso, Вячеслав Борисович Красильников– (Krasnodar, 28 de abril de 1991) es un deportista ruso que compite en voleibol, en la modalidad de playa.
Participó en dos Juegos Olímpicos de Verano, obteniendo una medalla de plata en Tokio 2020, en el torneo masculino (haciendo pareja con Oleg Stoyanovski), y el cuarto lugar en Río de Janeiro 2016.
Ganó dos medallas en el Campeonato Mundial de Vóley Playa, oro en 2019 y bronce en 2017, y dos medallas de plata en el Campeonato Europeo de Vóley Playa, en los años 2016 y 2020.

## Palmarés internacional
| Juegos Olímpicos   | Juegos Olímpicos    | Juegos Olímpicos  | Juegos Olímpicos    |
| Año                | Lugar               | Medalla           | Pareja              |
| ------------------ | ------------------- | ----------------- | ------------------- |
| 2020               | Tokio (Japón)       | Medalla de plata  | Oleg Stoyanovski    |
| Campeonato Mundial |                     |                   |                     |
| Año                | Lugar               | Medalla           | Pareja              |
| 2017               | Viena (Austria)     | Medalla de bronce | Nikita Liamin       |
| 2019               | Hamburgo (Alemania) | Medalla de oro    | Oleg Stoyanovski    |
| Campeonato Europeo |                     |                   |                     |
| Año                | Lugar               | Medalla           | Pareja              |
| 2016               | Biel/Bienne (Suiza) | Medalla de plata  | Konstantin Semionov |
| 2020               | Jūrmala (Letonia)   | Medalla de plata  | Oleg Stoyanovski    |